# Grand Prix San Marina 1996
Grand Prix San Marina 1996 (XVI Gran Premio Warsteiner di San Marino), 5. závod 47. ročníku mistrovství světa jezdců Formule 1 a 38. ročníku poháru konstruktérů, historicky již 586. grand prix, se již tradičně odehrála na okruhu Autodromo Enzo e Dino Ferrari.

## Výsledky

### Kvalifikace
| Pořadí | Číslo | Jezdec                | Konstruktér        | Čas      | Odstup |
| ------ | ----- | --------------------- | ------------------ | -------- | ------ |
| 1      | 1     | Michael Schumacher    | Ferrari            | 1:26.890 |        |
| 2      | 5     | Damon Hill            | Williams-Renault   | 1:27.105 | +0.215 |
| 3      | 6     | Jacques Villeneuve    | Williams-Renault   | 1:27.220 | +0.330 |
| 4      | 8     | David Coulthard       | McLaren-Mercedes   | 1:27.688 | +0.798 |
| 5      | 3     | Jean Alesi            | Benetton-Renault   | 1:28.009 | +1.119 |
| 6      | 2     | Eddie Irvine          | Ferrari            | 1:28.205 | +1.315 |
| 7      | 4     | Gerhard Berger        | Benetton-Renault   | 1:28.336 | +1.446 |
| 8      | 19    | Mika Salo             | Tyrrell-Yamaha     | 1:28.423 | +1.533 |
| 9      | 11    | Rubens Barrichello    | Jordan-Peugeot     | 1:28.632 | +1.742 |
| 10     | 15    | Heinz-Harald Frentzen | Sauber-Ford        | 1:28.785 | +1.895 |
| 11     | 7     | Mika Häkkinen         | McLaren-Mercedes   | 1:29.079 | +2.189 |
| 12     | 12    | Martin Brundle        | Jordan-Peugeot     | 1:29.099 | +2.209 |
| 13     | 9     | Olivier Panis         | Ligier-Mugen-Honda | 1:29.472 | +2.582 |
| 14     | 17    | Jos Verstappen        | Footwork-Hart      | 1:29.539 | +2.649 |
| 12     | 14    | Johnny Herbert        | Sauber-Ford        | 1:29.541 | +2.651 |
| 16     | 18    | Ukjó Katajama         | Tyrrell-Yamaha     | 1:29.892 | +3.002 |
| 17     | 10    | Pedro Diniz           | Ligier-Mugen-Honda | 1:29.989 | +3.099 |
| 18     | 20    | Pedro Lamy            | Minardi-Ford       | 1:30.471 | +3.581 |
| 19     | 21    | Giancarlo Fisichella  | Minardi-Ford       | 1:30.814 | +3.924 |
| 20     | 16    | Ricardo Rosset        | Footwork-Hart      | 1:31.316 | +4.426 |
| 21     | 22    | Luca Badoer           | Forti-Ford         | 1:32.037 | +5.147 |
| DNQ    | 23    | Andrea Montermini     | Forti-Ford         | 1:33.685 | +6.795 |

### Závod
| Pořadí | Číslo | Jezdec                | Konstruktér        | Kola | Čas/odstoupení | Start | Body |
| ------ | ----- | --------------------- | ------------------ | ---- | -------------- | ----- | ---- |
| 1      | 5     | Damon Hill            | Williams-Renault   | 63   | 1:35:26.156    | 2     | 10   |
| 2      | 1     | Michael Schumacher    | Ferrari            | 63   | +16.460        | 1     | 6    |
| 3      | 4     | Gerhard Berger        | Benetton-Renault   | 63   | +46.891        | 7     | 4    |
| 4      | 2     | Eddie Irvine          | Ferrari            | 63   | +1:01.583      | 6     | 3    |
| 5      | 11    | Rubens Barrichello    | Jordan-Peugeot     | 63   | +1:18.490      | 9     | 2    |
| 6      | 3     | Jean Alesi            | Benetton-Renault   | 62   | +1 kolo        | 5     | 1    |
| 7      | 10    | Pedro Diniz           | Ligier-Mugen-Honda | 62   | +1 kolo        | 17    |      |
| 8      | 7     | Mika Häkkinen         | McLaren-Mercedes   | 61   | Motor          | 11    |      |
| 9      | 20    | Pedro Lamy            | Minardi-Ford       | 61   | +2 kola        | 18    |      |
| 10     | 22    | Luca Badoer           | Forti-Ford         | 59   | +4 kola        | 21    |      |
| 11     | 6     | Jacques Villeneuve    | Williams-Renault   | 57   | Zavěšení       | 3     |      |
| Ret    | 9     | Olivier Panis         | Ligier-Mugen-Honda | 54   | Motor          | 13    |      |
| Ret    | 18    | Ukjó Katajama         | Tyrrell-Yamaha     | 45   | Vyjetí z tratě | 16    |      |
| Ret    | 8     | David Coulthard       | McLaren-Mercedes   | 44   | Hydraulika     | 4     |      |
| Ret    | 16    | Ricardo Rosset        | Footwork-Hart      | 40   | Motor          | 20    |      |
| Ret    | 17    | Jos Verstappen        | Footwork-Hart      | 38   | Hydraulika     | 14    |      |
| Ret    | 12    | Martin Brundle        | Jordan-Peugeot     | 36   | Vyjetí z trati | 12    |      |
| Ret    | 15    | Heinz-Harald Frentzen | Sauber-Ford        | 32   | Brzdy          | 10    |      |
| Ret    | 21    | Giancarlo Fisichella  | Minardi-Ford       | 30   | Motor          | 19    |      |
| Ret    | 14    | Johnny Herbert        | Sauber-Ford        | 25   | Elektronika    | 15    |      |
| Ret    | 19    | Mika Salo             | Tyrrell-Yamaha     | 23   | Motor          | 8     |      |
| DNQ    | 23    | Andrea Montermini     | Forti-Ford         |      | Pravidlo 107 % | 22    |      |

## Průběžné pořadí šampionátu
Pohár jezdců
| Pořadí | Jezdec             | Body |
| ------ | ------------------ | ---- |
| 1      | Damon Hill         | 43   |
| 2      | Jacques Villeneuve | 22   |
| 3      | Michael Schumacher | 16   |
| 4      | Jean Alesi         | 11   |
| 5      | Eddie Irvine       | 9    |

Pohár konstruktérů
| Pořadí | Konstruktér      | Body |
| ------ | ---------------- | ---- |
| 1      | Williams-Renault | 65   |
| 2      | Ferrari          | 25   |
| 3      | Benetton-Renault | 18   |
| 4      | McLaren-Mercedes | 9    |
| 5      | Jordan-Peugeot   | 8    |